# Desperate Housewives/Staffel 5
Dieser Artikel enthält alle Episoden der fünften Staffel der US-amerikanischen Dramedy-Serie Desperate Housewives, sortiert nach der US-amerikanischen Erstausstrahlung. Sie wurden vom 30. September 2008 bis zum 17. Mai 2009 auf dem US-amerikanischen Sender ABC gesendet. Die deutschsprachige Erstausstrahlung sendete der der Schweizer Free-TV-Sender SRF zwei vom 12. Januar bis zum 16. November 2009. Die fünfte Staffel spielt erstmals in der Serie fünf Serienjahre nach der vorherigen Staffel. Die Autoren begründeten dies damit, dass neue Geheimnisse in dieser Zeitspanne geschehen können, die in Staffel 5 aufgedeckt werden.

## Folgenleiste
| Folgenleiste der Figuren aus Desperate Housewives | Folgenleiste der Figuren aus Desperate Housewives | Folgenleiste der Figuren aus Desperate Housewives | Folgenleiste der Figuren aus Desperate Housewives | Folgenleiste der Figuren aus Desperate Housewives | Folgenleiste der Figuren aus Desperate Housewives | Folgenleiste der Figuren aus Desperate Housewives | Folgenleiste der Figuren aus Desperate Housewives | Folgenleiste der Figuren aus Desperate Housewives | Folgenleiste der Figuren aus Desperate Housewives | Folgenleiste der Figuren aus Desperate Housewives | Folgenleiste der Figuren aus Desperate Housewives | Folgenleiste der Figuren aus Desperate Housewives | Folgenleiste der Figuren aus Desperate Housewives | Folgenleiste der Figuren aus Desperate Housewives | Folgenleiste der Figuren aus Desperate Housewives | Folgenleiste der Figuren aus Desperate Housewives | Folgenleiste der Figuren aus Desperate Housewives | Folgenleiste der Figuren aus Desperate Housewives | Folgenleiste der Figuren aus Desperate Housewives | Folgenleiste der Figuren aus Desperate Housewives | Folgenleiste der Figuren aus Desperate Housewives | Folgenleiste der Figuren aus Desperate Housewives | Folgenleiste der Figuren aus Desperate Housewives | Folgenleiste der Figuren aus Desperate Housewives | Folgenleiste der Figuren aus Desperate Housewives | Folgenleiste der Figuren aus Desperate Housewives |
| Staffel 5                                         | Staffel 5                                         | Staffel 5                                         | Staffel 5                                         | Staffel 5                                         | Staffel 5                                         | Staffel 5                                         | Staffel 5                                         | Staffel 5                                         | Staffel 5                                         | Staffel 5                                         | Staffel 5                                         | Staffel 5                                         | Staffel 5                                         | Staffel 5                                         | Staffel 5                                         | Staffel 5                                         | Staffel 5                                         | Staffel 5                                         | Staffel 5                                         | Staffel 5                                         | Staffel 5                                         | Staffel 5                                         | Staffel 5                                         | Staffel 5                                         | Staffel 5                                         | Staffel 5                                         |
| Figur                                             | Darsteller                                        | 1 (88)                                            | 2 (89)                                            | 3 (90)                                            | 4 (91)                                            | 5 (92)                                            | 6 (93)                                            | 7 (94)                                            | 8 (95)                                            | 9 (96)                                            | 10 (97)                                           | 11 (98)                                           | 12 (99)                                           | 13 (100)                                          | 14 (101)                                          | 15 (102)                                          | 16 (103)                                          | 17 (104)                                          | 18 (105)                                          | 19 (106)                                          | 20 (107)                                          | 21 (108)                                          | 22 (109)                                          | 23 (110)                                          | 24 (111)                                          | Gesamt                                            |
| Hauptrollen                                       | Hauptrollen                                       | Hauptrollen                                       | Hauptrollen                                       | Hauptrollen                                       | Hauptrollen                                       | Hauptrollen                                       | Hauptrollen                                       | Hauptrollen                                       | Hauptrollen                                       | Hauptrollen                                       | Hauptrollen                                       | Hauptrollen                                       | Hauptrollen                                       | Hauptrollen                                       | Hauptrollen                                       | Hauptrollen                                       | Hauptrollen                                       | Hauptrollen                                       | Hauptrollen                                       | Hauptrollen                                       | Hauptrollen                                       | Hauptrollen                                       | Hauptrollen                                       | Hauptrollen                                       | Hauptrollen                                       | Hauptrollen                                       |
| ------------------------------------------------- | ------------------------------------------------- | ------------------------------------------------- | ------------------------------------------------- | ------------------------------------------------- | ------------------------------------------------- | ------------------------------------------------- | ------------------------------------------------- | ------------------------------------------------- | ------------------------------------------------- | ------------------------------------------------- | ------------------------------------------------- | ------------------------------------------------- | ------------------------------------------------- | ------------------------------------------------- | ------------------------------------------------- | ------------------------------------------------- | ------------------------------------------------- | ------------------------------------------------- | ------------------------------------------------- | ------------------------------------------------- | ------------------------------------------------- | ------------------------------------------------- | ------------------------------------------------- | ------------------------------------------------- | ------------------------------------------------- | ------------------------------------------------- |
| Susan Mayer                                       | Teri Hatcher                                      |                                                   |                                                   |                                                   |                                                   |                                                   |                                                   |                                                   |                                                   |                                                   |                                                   |                                                   |                                                   |                                                   |                                                   |                                                   |                                                   |                                                   |                                                   |                                                   |                                                   |                                                   |                                                   |                                                   |                                                   | 24                                                |
| Lynette Scavo                                     | Felicity Huffman                                  |                                                   |                                                   |                                                   |                                                   |                                                   |                                                   |                                                   |                                                   |                                                   |                                                   |                                                   |                                                   |                                                   |                                                   |                                                   |                                                   |                                                   |                                                   |                                                   |                                                   |                                                   |                                                   |                                                   |                                                   | 24                                                |
| Bree Hodge                                        | Marcia Cross                                      |                                                   |                                                   |                                                   |                                                   |                                                   |                                                   |                                                   |                                                   |                                                   |                                                   |                                                   |                                                   |                                                   |                                                   |                                                   |                                                   |                                                   |                                                   |                                                   |                                                   |                                                   |                                                   |                                                   |                                                   | 24                                                |
| Gabrielle Solis/Lang                              | Eva Longoria                                      |                                                   |                                                   |                                                   |                                                   |                                                   |                                                   |                                                   |                                                   |                                                   |                                                   |                                                   |                                                   |                                                   |                                                   |                                                   |                                                   |                                                   |                                                   |                                                   |                                                   |                                                   |                                                   |                                                   |                                                   | 24                                                |
| Edie Williams                                     | Nicollette Sheridan                               |                                                   |                                                   |                                                   |                                                   |                                                   |                                                   |                                                   |                                                   |                                                   |                                                   |                                                   |                                                   |                                                   |                                                   |                                                   |                                                   |                                                   |                                                   |                                                   | 1                                                 |                                                   |                                                   |                                                   |                                                   | 21                                                |
| Carlos Solis                                      | Ricardo Antonio Chavira                           |                                                   |                                                   |                                                   |                                                   |                                                   |                                                   |                                                   |                                                   |                                                   |                                                   |                                                   |                                                   |                                                   |                                                   |                                                   |                                                   |                                                   |                                                   |                                                   |                                                   |                                                   |                                                   |                                                   |                                                   | 23                                                |
| Tom Scavo                                         | Doug Savant                                       |                                                   |                                                   |                                                   |                                                   |                                                   |                                                   |                                                   |                                                   |                                                   |                                                   |                                                   |                                                   |                                                   |                                                   |                                                   |                                                   |                                                   |                                                   |                                                   |                                                   |                                                   |                                                   |                                                   |                                                   | 24                                                |
| Orson Hodge                                       | Kyle MacLachlan                                   |                                                   |                                                   |                                                   |                                                   |                                                   |                                                   |                                                   |                                                   |                                                   |                                                   |                                                   |                                                   |                                                   |                                                   |                                                   |                                                   |                                                   |                                                   |                                                   |                                                   |                                                   |                                                   |                                                   |                                                   | 24                                                |
| Katherine Mayfair                                 | Dana Delany                                       |                                                   |                                                   |                                                   |                                                   |                                                   |                                                   |                                                   |                                                   |                                                   |                                                   |                                                   |                                                   |                                                   |                                                   |                                                   |                                                   |                                                   |                                                   |                                                   |                                                   |                                                   |                                                   |                                                   |                                                   | 23                                                |
| Dave Williams                                     | Neal McDonough                                    |                                                   |                                                   |                                                   |                                                   |                                                   |                                                   |                                                   |                                                   |                                                   |                                                   |                                                   |                                                   |                                                   |                                                   |                                                   |                                                   |                                                   |                                                   |                                                   |                                                   |                                                   |                                                   |                                                   |                                                   | 24                                                |
| Andrew van de Kamp                                | Shawn Pyfrom                                      |                                                   |                                                   |                                                   |                                                   |                                                   |                                                   |                                                   |                                                   |                                                   |                                                   |                                                   |                                                   |                                                   |                                                   |                                                   |                                                   |                                                   |                                                   |                                                   |                                                   |                                                   |                                                   |                                                   |                                                   | 14                                                |
| Mary Alice Young                                  | Brenda Strong                                     |                                                   |                                                   |                                                   |                                                   |                                                   |                                                   |                                                   |                                                   |                                                   |                                                   |                                                   |                                                   |                                                   |                                                   |                                                   |                                                   |                                                   |                                                   |                                                   |                                                   |                                                   |                                                   |                                                   |                                                   | 23                                                |
| Mike Delfino                                      | James Denton                                      |                                                   |                                                   |                                                   |                                                   |                                                   |                                                   |                                                   |                                                   |                                                   |                                                   |                                                   |                                                   |                                                   |                                                   |                                                   |                                                   |                                                   |                                                   |                                                   |                                                   |                                                   |                                                   |                                                   |                                                   | 23                                                |
| Nebenrollen                                       |                                                   |                                                   |                                                   |                                                   |                                                   |                                                   |                                                   |                                                   |                                                   |                                                   |                                                   |                                                   |                                                   |                                                   |                                                   |                                                   |                                                   |                                                   |                                                   |                                                   |                                                   |                                                   |                                                   |                                                   |                                                   |                                                   |
| Preston Scavo                                     | Max Carver                                        | 2                                                 |                                                   |                                                   |                                                   |                                                   |                                                   |                                                   |                                                   |                                                   |                                                   |                                                   |                                                   |                                                   |                                                   |                                                   |                                                   |                                                   |                                                   |                                                   |                                                   |                                                   |                                                   |                                                   |                                                   | 10                                                |
| Porter Scavo                                      | Charlie Carver                                    | 3                                                 |                                                   |                                                   |                                                   |                                                   |                                                   |                                                   |                                                   |                                                   |                                                   |                                                   |                                                   |                                                   |                                                   |                                                   |                                                   |                                                   |                                                   |                                                   |                                                   |                                                   |                                                   |                                                   |                                                   | 13                                                |
| Parker Scavo                                      | Joshua Logan Moore                                |                                                   |                                                   |                                                   |                                                   |                                                   |                                                   |                                                   |                                                   |                                                   |                                                   |                                                   |                                                   |                                                   |                                                   |                                                   |                                                   |                                                   |                                                   |                                                   |                                                   |                                                   |                                                   |                                                   |                                                   | 9                                                 |
| Penny Scavo                                       | Kendall Applegate                                 |                                                   |                                                   |                                                   |                                                   |                                                   |                                                   |                                                   |                                                   |                                                   |                                                   |                                                   |                                                   |                                                   |                                                   |                                                   |                                                   |                                                   |                                                   |                                                   |                                                   |                                                   |                                                   |                                                   |                                                   | 8                                                 |
| Gastrollen                                        |                                                   |                                                   |                                                   |                                                   |                                                   |                                                   |                                                   |                                                   |                                                   |                                                   |                                                   |                                                   |                                                   |                                                   |                                                   |                                                   |                                                   |                                                   |                                                   |                                                   |                                                   |                                                   |                                                   |                                                   |                                                   |                                                   |
| Juanita Solis                                     | Madison De La Garza                               |                                                   |                                                   |                                                   |                                                   |                                                   |                                                   |                                                   |                                                   |                                                   |                                                   |                                                   |                                                   |                                                   |                                                   |                                                   |                                                   |                                                   |                                                   |                                                   |                                                   |                                                   |                                                   |                                                   |                                                   | 18                                                |
| Karen McCluskey                                   | Kathryn Joosten                                   |                                                   |                                                   |                                                   |                                                   |                                                   |                                                   |                                                   |                                                   |                                                   |                                                   |                                                   |                                                   |                                                   |                                                   |                                                   |                                                   |                                                   |                                                   |                                                   |                                                   |                                                   |                                                   |                                                   |                                                   | 15                                                |
| Celia Solis                                       | Daniella Baltodano                                |                                                   |                                                   |                                                   |                                                   |                                                   |                                                   |                                                   |                                                   |                                                   |                                                   |                                                   |                                                   |                                                   |                                                   |                                                   |                                                   |                                                   |                                                   |                                                   |                                                   |                                                   |                                                   |                                                   |                                                   | 15                                                |
| Jackson Braddock                                  | Gale Harold                                       |                                                   |                                                   |                                                   |                                                   |                                                   |                                                   |                                                   |                                                   |                                                   |                                                   |                                                   |                                                   |                                                   |                                                   |                                                   |                                                   |                                                   |                                                   |                                                   |                                                   |                                                   |                                                   |                                                   |                                                   | 13                                                |
| MJ Delfino                                        | Mason Vale Cotton                                 |                                                   |                                                   |                                                   |                                                   |                                                   |                                                   |                                                   |                                                   |                                                   |                                                   |                                                   |                                                   |                                                   |                                                   |                                                   |                                                   |                                                   |                                                   |                                                   |                                                   |                                                   |                                                   |                                                   |                                                   | 12                                                |
| Lee McDermott                                     | Kevin Rahm                                        |                                                   |                                                   |                                                   |                                                   |                                                   |                                                   |                                                   |                                                   |                                                   |                                                   |                                                   |                                                   |                                                   |                                                   |                                                   |                                                   |                                                   |                                                   |                                                   |                                                   |                                                   |                                                   |                                                   |                                                   | 9                                                 |
| Bob Hunter                                        | Tuc Watkins                                       |                                                   |                                                   |                                                   |                                                   |                                                   |                                                   |                                                   |                                                   |                                                   |                                                   |                                                   |                                                   |                                                   |                                                   |                                                   |                                                   |                                                   |                                                   |                                                   |                                                   |                                                   |                                                   |                                                   |                                                   | 7                                                 |
| Lila Dash                                         | Marie Caldare                                     |                                                   |                                                   |                                                   |                                                   |                                                   |                                                   |                                                   |                                                   |                                                   |                                                   |                                                   |                                                   |                                                   |                                                   |                                                   |                                                   |                                                   |                                                   |                                                   |                                                   |                                                   |                                                   |                                                   |                                                   | 4                                                 |
| Paige Dash                                        | Madeleine Michelle Dunn                           |                                                   |                                                   |                                                   |                                                   |                                                   |                                                   |                                                   |                                                   |                                                   |                                                   |                                                   |                                                   |                                                   |                                                   |                                                   |                                                   |                                                   |                                                   |                                                   |                                                   |                                                   |                                                   |                                                   |                                                   | 4                                                 |
| Dr. Samuel Heller                                 | Stephen Spinella                                  |                                                   |                                                   |                                                   |                                                   |                                                   |                                                   |                                                   |                                                   |                                                   |                                                   |                                                   |                                                   |                                                   |                                                   |                                                   |                                                   |                                                   |                                                   |                                                   |                                                   |                                                   |                                                   |                                                   |                                                   | 4                                                 |
| Benjamin Katz                                     | Jake Soldera                                      | 1                                                 |                                                   |                                                   |                                                   |                                                   |                                                   |                                                   |                                                   |                                                   |                                                   |                                                   |                                                   |                                                   |                                                   |                                                   |                                                   |                                                   |                                                   |                                                   |                                                   |                                                   |                                                   |                                                   |                                                   | 2                                                 |
| Danielle Katz                                     | Joy Lauren                                        |                                                   |                                                   |                                                   |                                                   |                                                   |                                                   |                                                   |                                                   |                                                   |                                                   |                                                   |                                                   |                                                   |                                                   |                                                   |                                                   |                                                   |                                                   |                                                   |                                                   |                                                   |                                                   |                                                   |                                                   | 2                                                 |
| Karl Mayer                                        | Richard Burgi                                     |                                                   |                                                   |                                                   |                                                   |                                                   |                                                   |                                                   |                                                   |                                                   |                                                   |                                                   |                                                   |                                                   |                                                   |                                                   |                                                   |                                                   |                                                   |                                                   |                                                   |                                                   |                                                   |                                                   |                                                   | 6                                                 |
| Stu Durber                                        | Charlie Babcock                                   |                                                   |                                                   |                                                   |                                                   |                                                   |                                                   |                                                   |                                                   |                                                   |                                                   |                                                   |                                                   |                                                   |                                                   |                                                   |                                                   |                                                   |                                                   |                                                   |                                                   |                                                   |                                                   |                                                   |                                                   | 1                                                 |
| Roberta Simonds                                   | Lily Tomlin                                       |                                                   |                                                   |                                                   |                                                   |                                                   |                                                   |                                                   |                                                   |                                                   |                                                   |                                                   |                                                   |                                                   |                                                   |                                                   |                                                   |                                                   |                                                   |                                                   |                                                   |                                                   |                                                   |                                                   |                                                   | 6                                                 |
| Anne Schilling                                    | Gail O’Grady                                      |                                                   |                                                   |                                                   |                                                   |                                                   |                                                   |                                                   |                                                   |                                                   |                                                   |                                                   |                                                   |                                                   |                                                   |                                                   |                                                   |                                                   |                                                   |                                                   |                                                   |                                                   |                                                   |                                                   |                                                   | 4                                                 |
| Virginia Hildebrand                               | Frances Conroy                                    |                                                   |                                                   |                                                   |                                                   |                                                   |                                                   |                                                   |                                                   |                                                   |                                                   |                                                   |                                                   |                                                   |                                                   |                                                   |                                                   |                                                   |                                                   |                                                   |                                                   |                                                   |                                                   |                                                   |                                                   | 3                                                 |
| Warren Schilling                                  | Peter Onorati                                     |                                                   |                                                   |                                                   |                                                   |                                                   |                                                   |                                                   |                                                   |                                                   |                                                   |                                                   |                                                   |                                                   |                                                   |                                                   |                                                   |                                                   |                                                   |                                                   |                                                   |                                                   |                                                   |                                                   |                                                   | 2                                                 |
| Julie Mayer                                       | Andrea Bowen                                      |                                                   |                                                   |                                                   |                                                   |                                                   |                                                   |                                                   |                                                   |                                                   |                                                   |                                                   |                                                   |                                                   |                                                   |                                                   |                                                   |                                                   |                                                   |                                                   |                                                   |                                                   |                                                   |                                                   |                                                   | 1                                                 |
| Alex Cominis                                      | Todd Grinnell                                     |                                                   |                                                   |                                                   |                                                   |                                                   |                                                   |                                                   |                                                   |                                                   |                                                   |                                                   |                                                   |                                                   |                                                   |                                                   |                                                   |                                                   |                                                   |                                                   |                                                   |                                                   |                                                   |                                                   |                                                   | 5                                                 |
| Detective Collins                                 | David Fabrizio                                    |                                                   |                                                   |                                                   |                                                   |                                                   |                                                   |                                                   |                                                   |                                                   |                                                   |                                                   |                                                   |                                                   |                                                   |                                                   |                                                   |                                                   |                                                   |                                                   |                                                   |                                                   |                                                   |                                                   |                                                   | 4                                                 |
| Detective Lyons                                   | Billy Mayo                                        |                                                   |                                                   |                                                   |                                                   |                                                   |                                                   |                                                   |                                                   |                                                   |                                                   |                                                   |                                                   |                                                   |                                                   |                                                   |                                                   |                                                   |                                                   |                                                   |                                                   |                                                   |                                                   |                                                   |                                                   | 4                                                 |
| Bradley Scott                                     | David Starzyk                                     |                                                   |                                                   |                                                   |                                                   |                                                   |                                                   |                                                   |                                                   |                                                   |                                                   |                                                   |                                                   |                                                   |                                                   |                                                   |                                                   |                                                   |                                                   |                                                   |                                                   |                                                   |                                                   |                                                   |                                                   | 3                                                 |
| Maria Scott                                       | Ion Overman                                       |                                                   |                                                   |                                                   |                                                   |                                                   |                                                   |                                                   |                                                   |                                                   |                                                   |                                                   |                                                   |                                                   |                                                   |                                                   |                                                   |                                                   |                                                   |                                                   |                                                   |                                                   |                                                   |                                                   |                                                   | 3                                                 |
| Stella Wingfield                                  | Polly Bergen                                      |                                                   |                                                   |                                                   |                                                   |                                                   |                                                   |                                                   |                                                   |                                                   |                                                   |                                                   |                                                   |                                                   |                                                   |                                                   |                                                   |                                                   |                                                   |                                                   |                                                   |                                                   |                                                   |                                                   |                                                   | 2                                                 |
| Martha Huber                                      | Christine Estabrook                               |                                                   |                                                   |                                                   |                                                   |                                                   |                                                   |                                                   |                                                   |                                                   |                                                   |                                                   |                                                   |                                                   |                                                   |                                                   |                                                   |                                                   |                                                   |                                                   |                                                   |                                                   |                                                   |                                                   |                                                   | 1                                                 |
| Rex van de Kamp                                   | Steven Culp                                       |                                                   |                                                   |                                                   |                                                   |                                                   |                                                   |                                                   |                                                   |                                                   |                                                   |                                                   |                                                   |                                                   |                                                   |                                                   |                                                   |                                                   |                                                   |                                                   |                                                   |                                                   |                                                   |                                                   |                                                   | 1                                                 |
| Eli Scruggs                                       | Beau Bridges                                      |                                                   |                                                   |                                                   |                                                   |                                                   |                                                   |                                                   |                                                   |                                                   |                                                   |                                                   |                                                   |                                                   |                                                   |                                                   |                                                   |                                                   |                                                   |                                                   |                                                   |                                                   |                                                   |                                                   |                                                   | 1                                                 |
| Yao Lin                                           | Lucille Soong                                     |                                                   |                                                   |                                                   |                                                   |                                                   |                                                   |                                                   |                                                   |                                                   |                                                   |                                                   |                                                   |                                                   |                                                   |                                                   |                                                   |                                                   |                                                   |                                                   |                                                   |                                                   |                                                   |                                                   |                                                   | 1                                                 |
| Mr Hobson                                         | John Rubinstein                                   |                                                   |                                                   |                                                   |                                                   |                                                   |                                                   |                                                   |                                                   |                                                   |                                                   |                                                   |                                                   |                                                   |                                                   |                                                   |                                                   |                                                   |                                                   |                                                   |                                                   |                                                   |                                                   |                                                   |                                                   | 2                                                 |
| Mona Clarke                                       | Maria Cominis                                     |                                                   |                                                   |                                                   |                                                   |                                                   |                                                   |                                                   |                                                   |                                                   |                                                   |                                                   |                                                   |                                                   |                                                   |                                                   |                                                   |                                                   |                                                   |                                                   |                                                   |                                                   |                                                   |                                                   |                                                   | 2                                                 |
| Travers McLain                                    | Stephen Lunsford                                  |                                                   |                                                   |                                                   |                                                   |                                                   |                                                   |                                                   |                                                   |                                                   |                                                   |                                                   |                                                   |                                                   |                                                   |                                                   |                                                   |                                                   |                                                   |                                                   |                                                   |                                                   |                                                   |                                                   |                                                   | 1                                                 |
| Father Crowley                                    | Jeff Doucette                                     |                                                   |                                                   |                                                   |                                                   |                                                   |                                                   |                                                   |                                                   |                                                   |                                                   |                                                   |                                                   |                                                   |                                                   |                                                   |                                                   |                                                   |                                                   |                                                   |                                                   |                                                   |                                                   |                                                   |                                                   | 1                                                 |
| Pfarrer                                           | Steve Tyler                                       |                                                   |                                                   |                                                   |                                                   |                                                   |                                                   |                                                   |                                                   |                                                   |                                                   |                                                   |                                                   |                                                   |                                                   |                                                   |                                                   |                                                   |                                                   |                                                   |                                                   |                                                   |                                                   |                                                   |                                                   | 1                                                 |
| Ana Solis                                         | Maiara Walsh                                      |                                                   |                                                   |                                                   |                                                   |                                                   |                                                   |                                                   |                                                   |                                                   |                                                   |                                                   |                                                   |                                                   |                                                   |                                                   |                                                   |                                                   |                                                   |                                                   |                                                   |                                                   |                                                   |                                                   |                                                   | 1                                                 |
| Figur                                             | Darsteller                                        | 1 (88)                                            | 2 (89)                                            | 3 (90)                                            | 4 (91)                                            | 5 (92)                                            | 6 (93)                                            | 7 (94)                                            | 8 (95)                                            | 9 (96)                                            | 10 (97)                                           | 11 (98)                                           | 12 (99)                                           | 13 (100)                                          | 14 (101)                                          | 15 (102)                                          | 16 (103)                                          | 17 (104)                                          | 18 (105)                                          | 19 (106)                                          | 20 (107)                                          | 21 (108)                                          | 22 (109)                                          | 23 (110)                                          | 24 (111)                                          | Gesamt                                            |

| Legende und Anmerkungen | Legende und Anmerkungen                          |
| --- | ------------------------------------------------ |
| | Figur tritt auf                                  |
| | Figur stirbt in dieser Folge                     |
| | Figur tritt nur in Rückblenden oder Visionen auf |
| | Figur ist nur zu hören                           |
| 1 Figur ist nur kurz zu sehen und wird von einem Statisten dargestellt. 2 Preston Scavo wird in einer kurzen Rückblende von Brent Kinsman dargestellt. 3 Porter Scavo wird in einer kurzen Rückblende von Shane Kinsman dargestellt. |                                                  |

## Episoden
| Nr. (ges.) | Nr. (St.) | Deutscher Titel                    | Originaltitel                                       | Erstausstrahlung USA | Deutschsprachige Erstausstrahlung (CH) | Regie           | Drehbuch                  |
| --- | --------- | ---------------------------------- | --------------------------------------------------- | -------------------- | -------------------------------------- | --------------- | ------------------------- |
| 88 | 1         | Die Zeit vergeht                   | You’re Gonna Love Tomorrow                          | 30. Sep. 2008        | 12. Jan. 2009                          | Larry Shaw      | Marc Cherry               |
| Susan und Mike haben sich in den fünf Jahren getrennt, da sie aufgrund der Schuldgefühle, die sie durch einen Autounfall hatten, bei welchem zwei Menschen getötet wurden, nicht mehr zusammenleben konnten. Susan hat eine Affäre mit ihrem Maler Jackson Braddock, allerdings will Susan nicht, dass ihre Freundinnen davon erfahren. Gabrielle begreift, dass ihre Tochter Juanita zu dick ist und versucht vergeblich sie zum Abnehmen zu bewegen. Nachdem Danielle ihren Sohn Benjamin im Laufe der letzten fünf Jahre zu sich geholt und damit von Bree entfernt hat, hat Bree sich mit einer Kochfirma abgelenkt. Nach dem Erscheinen ihres neuen Kochbuchs wird ein Fernsehteam in Brees Firmenküche eingeladen. Da Katherine in dem Buch Rezepte entdeckt hat, die eigentlich von ihr stammen, manipuliert Katherine Brees Fernsehauftritt. Nachdem Lynette ihre Söhne beim illegalen Pokerspiel erwischt hat, gibt sie ihnen Hausarrest. Trotzdem gestattet sie ihnen auf den Schulball zu gehen, als Porter und Preston jedoch von dort wiederholt zu spät gekommen sind, sollen die Zwillinge noch mehr bestraft werden. Edie kommt mit ihrem neuen Ehemann Dave zurück in die Whisteria Lane. Ihr Mann hat sie überredet, nochmals in die Nachbarschaft zu ziehen. Es scheint, dass der psychisch kranke Dave etwas ganz Bestimmtes in der Straße vor hat. |           |                                    |                                                     |                      |                                        |                 |                           |
| 89 | 2         | Ein guter Nachbar                  | We’re So Happy You’re So Happy                      | 5. Okt. 2008         | 19. Jan. 2009                          | David Grossman  | Alexandra Cunningham      |
| Nachdem Mike Susans neuen Freund Jackson getroffen hat, will er ihn besser kennenlernen, damit er weiß, wer Umgang mit seinem Sohn MJ hat. Nach einem Treffen verstehen sich Mike und Jackson jedoch so gut, dass dies für Susan unangenehm ist. Gabrielle muss schmerzhaft erkennen, dass ihr sozialer Status in Fairview drastisch gesunken ist. Ihr Ehemann Carlos zeigt ihr aber, dass es wichtigeres gibt als die Anerkennung der obersten Gesellschaft. Orson ist unzufrieden und verbittert, dass Bree ihn vor der Öffentlichkeit verschweigt. Lynette versucht durch ein soziales Netzwerk ein besseres Verhältnis zu ihrem Sohn Porter aufzubauen. Als Porter sich jedoch in Lynettes Alter Ego verliebt, will Lynette den Kontakt abbrechen, jedoch verrät sie sich in ihrer E-Mail, und so ist Porter enttäuscht von seiner Mutter, da sie ihn ausspioniert hat. Als Dave erfährt, dass Edie wegen einer Streiterei mit Karen wieder wegziehen will, zwingt er Karen dazu sich bei Edie zu entschuldigen und macht eine dabei Andeutungen über Karens Kater Toby. Als Toby einen Tag später verschwindet und erst dann wieder auftaucht, nachdem sie sich bei Edie entschuldigt hat, ist Karen sicher, dass etwas mit Dave nicht stimmt und bittet Katherine um Hilfe etwas über Dave herauszufinden.                                                        |           |                                    |                                                     |                      |                                        |                 |                           |
| 90 | 3         | Tyrannen                           | Kids Ain’t Like Everybody Else                      | 12. Okt. 2008        | 26. Jan. 2009                          | Bethany Rooney  | Joe Keenan                |
| Ein Streit zwischen Juanita und MJ führt auch zu einem Streit zwischen Gabrielle und Susan. Aus Geldnot verkauft Gabrielle ihren Wagen und kauft stattdessen Andrews alten Wagen. Als dieser jedoch nach einem Tag repariert werden muss, zwingt sie Andrew dazu, ihr das Geld für die Reparatur zu geben. Bree und Orson bekommen Besuch von Danielle samt Ehemann und Benjamin. Bree kommt jedoch nicht mit dem Vegetarismus der Familie zurecht und gibt Benjamin Hotdogs zu essen. Als Danielle davon erfährt, reisen sie vorzeitig ab. Lynette ist nicht begeistert darüber, dass Tom und Dave eine Garagenband gründen wollen. Als Edie Dave davon berichtet, dass Karen sie über Dave ausgefragt hat, stellt Dave Karen als senil dar und hat scheinbar einen Plan Karen zu manipulieren. |           |                                    |                                                     |                      |                                        |                 |                           |
| 91 | 4         | Neid                               | Back In Business                                    | 19. Okt. 2008        | 2. Feb. 2009                           | Scott Ellis     | Joey Murphy & John Pardee |
| Mike fällt es sehr schwer, dass er einen Großteil von MJs Erziehung an Jackson abgeben muss. Durch Dave, der Mike unbedingt in seiner Nachbarschaft haben will, hat Mike die Gelegenheit in Mary Alices altes Haus zu ziehen. Nachdem Juanita Gabrielle und Carlos in flagranti erwischt hat, ist es Zeit Juanita aufzuklären. Als Juanita ihr neues Wissen allerdings ihren Freundinnen erzählt, distanzieren die Eltern sich von der Familie. Bree bemerkt, dass ihr Ehemann längst keine Arbeit mehr hat und beschließt ihn in ihrem Unternehmen mit einzubeziehen. Die Tatsache, dass Bree in ihrer Arbeit so erfolgreich ist, löst bei Katherine und Lynette großen Neid aus. |           |                                    |                                                     |                      |                                        |                 |                           |
| 92 | 5         | Ein Blick in den Spiegel           | Mirror, Mirror                                      | 26. Okt. 2008        | 9. Feb. 2009                           | Scott Ellis     | John Pardee, Joey Murphy  |
| Bei Susan wird eine Überraschungsgeburtstagsfeier zu Karens siebzigsten Geburtstag veranstaltet. Während die Frauen über Vergangenes der letzten fünf Jahre nachdenken, manipuliert Dave Karens Haus und verstellt ihre Möbel. Als Karen völlig aufgebracht bei Susan ankommt, hat Dave seinen Plan erreicht und jeder hält Karen in diesem Moment für senil. Karen wird mit dem Krankenwagen ins Krankenhaus gebracht, kurz zuvor gesteht Dave ihr, dass er dies tun müsse, da er sonst seine Rache an einer Person nicht vollbringen könnte. Am Ende des Tages erfährt Lynette von Toms Fernweh, Gabrielle erfährt davon, dass Carlos nicht ausschließen will noch ein Kind zu bekommen, Bree erzählt Orson davon, wie sehr Katherine ihr geholfen hat und Susan wird an dem Abend von Jackson verlassen, nachdem Susan nicht wollte, dass er bei ihr einzieht. |           |                                    |                                                     |                      |                                        |                 |                           |
| 93 | 6         | Die List der Frauen                | There’s Always a Woman                              | 2. Nov. 2008         | 16. Feb. 2009                          | Matthew Diamond | John Paul Bullock III     |
| Susan ist geschockt, als sie bemerkt, wie schnell Jackson sich von ihr weggetröstet hat. Gabrielle will den Kontakt zwischen Carlos und seiner Patientin Virginia abbrechen, nachdem sie mitbekommen hat, dass Carlos sie bis zum Orgasmus massiert hat. Doch dank eines verlockenden Angebots seitens der alten Lady überlegt Gabrielle es sich noch einmal anders. Bree versucht Katherine mit einem Freund von Orson zu verkuppeln. Als beide jedoch herausfinden, dass dieser Freund eine Bekanntschaft aus Orsons Gefängniszeit war, ist Katherine vollends deprimiert. Die Affäre zwischen Porter und der Mutter seines Schulkameraden veranlasst Lynette dazu zu denken, dass Tom die Affäre mit Anne Schilling hat. Karen bittet ihre Schwester Roberta um Hilfe, um zusammen gegen Dave zu ermitteln. |           |                                    |                                                     |                      |                                        |                 |                           |
| 94 | 7         | Begierde                           | What More Do I Need?                                | 9. Nov. 2008         | 23. Feb. 2009                          | Larry Shaw      | Matt Berry                |
| Susan legt Wert darauf, aufgrund des Neuanfangs mit Jackson erstmal auf Sex zu verzichten. Dies führt Jackson zu ungeahnten Inspirationen. Nachdem Gabrielle merkt, wie sehr sich Virginia in ihre Familie hineindrängt, sagt sie ihr die Meinung. Daraufhin klagt Virginia Carlos wegen sexueller Belästigung bei seinem Arbeitgeber an. Bree findet durch ihre Überwachungskamera heraus, dass Katherine und Mike eine Affäre haben. Sie toleriert dies nicht, da sie Mitgefühl für Susan hat. Lynette erfährt von der Affäre zwischen ihrem Sohn Porter und Anne und untersagt ihm jegliche Annäherungen zu ihr. Als Anne bemerkt, dass sie schwanger ist, wollen sie und Porter aus Fairview verschwinden. Karen und Roberta kontaktieren Daves Psychiater Dr. Samuel Heller, um weiter Informationen über Dave zu bekommen. Bei dem Gespräch erfährt Dr. Heller, dass Dave nach Fairview gezogen ist. Das beunruhigt ihn so stark, dass er sich selbst auf den Weg in die Vorstadt macht. |           |                                    |                                                     |                      |                                        |                 |                           |
| 95 | 8         | Stadt in Flammen                   | City on Fire                                        | 9. Nov. 2008         | 2. März 2009                           | David Grossman  | Bob Daily                 |
| Susan bekommt Besuch von ihrer Tochter Julie, ist jedoch schockiert, als sie bemerkt, wie alt ihr neuer Freund ist. Ein weiterer Versuch von Virginia in Gabrielles Leben zu gelangen, scheitert. Bree bekommt Besuch einer bekannten Kritikerin und legt sich ins Zeug einen guten Eindruck zu machen. Sie erreicht jedoch eher das Gegenteil. Ein Besuch von Dr. Heller, der von Daves Racheplänen erfährt führt dazu, dass Dave ihn im Battle of The Bands erwürgt. Um den Mord zu vertuschen, legt Dave im Club Feuer, woraufhin dort Panik ausbricht und einige Personen sterben. Als Mike ebenso im brennenden Haus überbleibt, rettet Dave ihn und stellt sich vor der Presse als Held da. Jedoch hat Dave dies gemacht, um seinen Racheplan an Mike voll ausüben zu können. Nachdem Annes Ehemann sie an Vortag krankenhausreif geprügelt hat, nachdem er erfahren hat, dass sie mit Porter eine Affäre hatte, taucht Porter vor dem Unglück verärgert im Club auf. Nach dem Brand beschuldigt Annes Ehemann Porter, den Brand gelegt zu haben. Lynette ist schockiert. |           |                                    |                                                     |                      |                                        |                 |                           |
| 96 | 9         | Arme Seelen                        | Me and My Town                                      | 30. Nov. 2008        | 9. März 2009                           | David Warren    | Lori Kirkland             |
| Susan bekommt heraus, dass Mike mit Katherine zusammen ist und ist traurig und wütend darüber. Als Carlos erzählt bekommt, dass er seine Sehkraft zurückerlangen könnte, gerät Gabrielle in Panik ihre alte Schönheit wieder zu erlangen, bevor Carlos wieder sehen kann. Orsons lautes Schnarchen seit dem Unfall führt dazu, dass Bree ihn eine OP durchführen lassen will. Dagegen sträubt sich Orson jedoch regelrecht. Lynette sorgt dafür, dass Anne die Stadt verlässt und fängt an Porter zu glauben, dass er den Brand nicht gelegt hat. Um sich zu schützen erzählt Dave Williams allerdings der Polizei, dass er Porter bei der Brandlegung gesehen hätte. |           |                                    |                                                     |                      |                                        |                 |                           |
| 97 | 10        | Visionen                           | A Vision’s Just a Vision                            | 7. Dez. 2008         | 16. März 2009                          | Larry Shaw      | David Flebotte            |
| Nachdem MJ Mikes neue Freundin Katherine immer wieder drangsaliert, merken Mike und Susan, dass ihr Sohn sich noch Hoffnung machen könnte, dass beide wieder zusammenkommen. Als Carlos sein Augenlicht wiedererlangt, ist er böse auf Gabrielle, die ein teures Andenken von ihm aus Geldnot verkauft hat. Doch als Carlos bemerkt, wie viele Opfer Gabrielle selbst zum Kampf gegen ihre Armut gebracht hat, sieht er Gabrielle mit anderen Augen. Bei einem Abendessen mit dem schwulen Ehepaar Bob und Lee, Bree, sowie Andrew mit seinem neuen Freund Alex, erfährt Bree von Bob und Lee, dass Andrews neuer Freund Alex, um sein Studium zu finanzieren, in einem Porno mitgewirkt hat. Andrew kann Bree jedoch dazu bringen, Alex trotzdem in ihr Herz zu schließen. Lynette ist geschockt, als ihr Sohn Porter eine Vorladung zum Gerichtstermin bekommt und gegen Kaution entlassen wird. Als Warren Schilling Porter jedoch droht, verlässt dieser die Stadt, und Preston soll für Porter vor Gericht einspringen. |           |                                    |                                                     |                      |                                        |                 |                           |
| 98 | 11        | Ein schönes Zuhause                | Home Is The Place                                   | 4. Jan. 2009         | 23. März 2009                          | David Grossman  | Jamie Gorenberg           |
| Nach einer Partynacht wacht Susan im Beisein von Lee auf. Nun quält sie die Angst, mit ihrem schwulen Nachbarn geschlafen zu haben. Gabrielle ist erfreut von Carlos wertvollem Jobangebot seines alten Chefs, doch ihr Mann hat die Ambitionen, für weniger Geld in den sozialen Dienst umzusatteln. Als Alex’ Mutter Bree besucht, versucht sie Andrew und Alex zu sich nach Hause zu holen. Da Bree dies nicht zulassen will, kauft sie kurzerhand das Haus von Martha Huber, um ihren Sohn nahe an ihrer Seite zu haben. Lynette bemerkt, dass Preston Kontakt zu Porter hält. Dieser ist bei seiner Großmutter Stella untergekommen. Karen und Roberta versuchen vergeblich Informationen von Dr. Hellers Sekretärin zu erlangen. Nachdem Edie Dave halluzinierend vorgefunden hat und eine Erklärung verlangt, erfährt sie, dass Dave schon einmal verheiratet war und mit seiner toten Familie kommuniziert. Edie ist enttäuscht über Daves Verschwiegenheit und beendet die Beziehung. |           |                                    |                                                     |                      |                                        |                 |                           |
| 99 | 12        | Ungehorsam                         | Connect! Connect!                                   | 10. Jan. 2009        | 30. März 2009                          | Ken Waittingham | Jordon Nardino            |
| Nachdem Mike Dave Unterschlupf gewährt, kommt Dave auf die Idee, sich an Mike am besten zu rächen, wenn er seiner Liebe Katherine etwas antun könnte. Nachdem Susan und Edie eine Nacht lang eingesperrt werden, kommen beide auf eine wichtige Erkenntnis. Dies führt dazu, dass Edie ihrem Ehemann Dave verzeiht und Susan es genießt alleine zu sein. Gabrielle hat schwer damit zu kämpfen ihre Kinder bei Carlos’ erstem Arbeitstag alleine zu erziehen. Bree beginnt schwerwiegende Meinungsverschiedenheiten mit ihrem Schwiegersohn zu bekommen, was dazu führt, dass Alex das geschenkte Haus nicht mehr annehmen möchte. Bree gelingt es jedoch, über ihren Schatten zu springen und sie beginnt, auch einmal nachzugeben. Da sich Porter bei seiner Oma versteckt hat, kommen Lynette und ihre Mutter wieder in Kontakt. Währenddessen klären sie die Missverständnisse, die in den letzten fünf Jahren dazu geführt haben, keinen Kontakt mehr zueinander zu haben. |           |                                    |                                                     |                      |                                        |                 |                           |
| 100 | 13        | Der beste Handwerker aller Zeiten  | The Best Thing That Ever Could Have Happened        | 18. Jan. 2009        | 6. Apr. 2009                           | Larry Shaw      | Marc Cherry & Bob Daily   |
| Nachdem der allseits beliebte Handwerker Elie Scruggs bei einem Handwerksauftrag auf Susans Dach verstorben war, erinnern sich die Hausfrauen daran, wie Elie dazu beigetragen hat, ihr Leben zu verbessern. Gabrielle denkt daran, wie Elie der Grund dafür war, dass sie nun mit ihren Freundinnen befreundet ist. Lynette verdankt Elie, dass sie ihre Karriere für ihre Kinder beendet hat, um voll und ganz für sie da zu sein. Edie und Susan verdanken Elie besser mit Trennungen umgehen zu können und Bree verdankt Elie nun eine erfolgreiche Unternehmerin zu sein. Auch Mary Alice denkt an Elie und erzählt, dass Elie sie vor ihrem Selbstmord angetroffen hat. Als Mary Alice sich kurze Zeit darauf das Leben nimmt, machte Elie sich schwere Vorwürfe und beschloss ab nun für immer für alle Menschen da zu sein, die seine Hilfe brauchten. Auf seiner Beerdigung gedenkt Fairview abermals dem besten und einfühlsamsten Handwerker der Stadt. |           |                                    |                                                     |                      |                                        |                 |                           |
| 101 | 14        | Das Geld der anderen               | Mama Spent Money When She Had None                  | 8. Feb. 2009         | 7. Sep. 2009                           | David Warren    | Jason Granzel             |
| Susan bekommt die Zusage für MJ auf einer Privatschule. Da das Geld jedoch nicht reicht, muss Susan damit zurechtkommen, MJ seinen Traum nicht zu verwirklichen. Als sie dann erfährt, dass Mike Katherine eine neue Kette gekauft hat, tobt sie vor Wut, es kommt jedoch heraus, dass die Kette nur eine billige Kopie war. Um sich die Schulkosten mit einem Angestelltenrabatt leisten zu können, fängt Susan schließlich in der Schule als Kunstlehrerassistentin an. Gabrielle zwingt sich in ihr altes Kleid, indem sie Carlos kennengelernt hat. Um wieder perfekt in das Kleid zu passen, lässt sie sich auf ein Boot camp-Fitnesskurs zusammen mit Edie ein. Doch während Gabrielle zu ihrem alten Ich zurückkehrt, bemerkt sie, dass sie mit ihrem alten Aussehen ihre alten Macken wiederbekommt. Aufgrund von Lynettes finanziellen Notstand beginnt Bree gegen Geld Teilhaberin ihres Restaurants zu werden. Als Bree jedoch eigene Ideen mit in die Pizzeria bringen will, bemerkt Bree, wie sehr Lynette unter ihren Geldsorgen leidet. Als Lee von Bob erfährt, dass Dave Porter angezeigt hat, setzt er Tom darüber in Kenntnis. Tom kündigt Dave die Freundschaft. |           |                                    |                                                     |                      |                                        |                 |                           |
| 102 | 15        | Die lieben Arbeitgeber             | In a World Where the Kings Are Employers            | 15. Feb. 2009        | 14. Sep. 2009                          | David Grossman  | Lori Kirkland Baker       |
| Susan erträgt es nicht, dass MJ so fasziniert von seiner neuen Stiefmutter Katherine ist. Gabrielle erfährt von der Affäre von Carlos’ Chef und erpresst diesen daraufhin um eine große Gehaltserhöhung. Orson erträgt es nicht, dass Bree Andrew doppelt so viel Gehalt bietet wie ihm. Toms letzte Bemühungen, sein Geschäft zu halten, indem er Lynette und seine Kinder als Arbeitskraft benutzt, scheitern. Er beschließt seine Pizzeria zu verkaufen. Dave hat vor, mit Mike und Katherine einen Campingausflug zu gestalten, um sich an Mike zu rächen. Edie ist nicht enttäuscht, dass aus ihrem Luxuswochenende ein Campingwochenende wird. |           |                                    |                                                     |                      |                                        |                 |                           |
| 103 | 16        | Verbrechen lohnt sich nicht        | Crime Doesn’t Pay                                   | 8. März 2009         | 21. Sep. 2009                          | Larry Shaw      | Jamie Gorenberg           |
| Susan erfährt, dass Katherine ein gemaltes Bild von ihr in ihren Keller verbannt hat. Nachdem Susan mit Katherine daraufhin eine Auseinandersetzung hat, versteht Susan jedoch auch die Situation von Katherine. Gabrielle beginnt die Affäre von Bradley vor Maria zu vertuschen, damit Carlos weiterhin Geld bekommt, hat dabei allerdings ein schlechtes Gewissen. Als Gabrielle Bradley zwingt, es seiner Frau zu beichten, nimmt Gabrielle in Kauf, dass Carlos gefeuert wird. Nach Bradleys Beichte wird er von seiner Ehefrau umgebracht. Tom ist frustriert aufgrund des Verlustes seiner Pizzeria. Bei einem Abendessen eskaliert die Situation zwischen ihm und Lynette. Orsons Unzufriedenheit artet derart aus, dass er kleptomanisch wird. Bree bemerkt Orsons Sucht nach Diebstahl und fordert, dass er es auf der Stelle unterlässt. Edie bekommt heraus, dass Dave in Wirklichkeit mit Nachnamen Dash heißt und beginnt sich im Internet über die Vergangenheit ihres Mannes zu informieren. |           |                                    |                                                     |                      |                                        |                 |                           |
| 104 | 17        | Die Geschichte von Lucy und Jessie | The Story of Lucy and Jessie                        | 15. März 2009        | 28. Sep. 2009                          | Bethany Rooney  | Jordon Nardino            |
| Susan trifft sich mit ihrer Vorgesetzten, um die Probezeit zu überstehen. Als Jessie ihr jedoch deutlich zu verstehen gibt, was sie von ihr will, muss Susan ihr die Wahrheit beichten. Gabrielle bietet Lynette in Carlos’ Firma einen Job an, damit Lynette für Gabrielle spionieren kann, ob sich etwas zwischen Carlos uns dessen ehemaliger Affäre anbahnt. Bree ist entsetzt, als sie dutzende von geklauten Gegenständen im Besitz von Orson auffindet. Sie begibt sich mit ihm in Therapie. Edie erfährt, dass Dave ein Kind hatte, welches bei dem Autounfall verstorben ist. |           |                                    |                                                     |                      |                                        |                 |                           |
| 105 | 18        | Ein ganz einfacher Plan            | A Spark. To Pierce the Dark (1)                     | 22. März 2009        | 5. Okt. 2009                           | David Grossman  | Alexandra Cunningham      |
| Susan unterrichtet Karls Sohn in der Grundschule. Als Susan auf die schrecklichen Bilder von Evan aufmerksam wird, bemerkt sie, dass es nicht gut um Karls Familie steht. Gabrielle leidet darunter, dass Carlos keine Zeit mehr für sie hat. Durch Lynette verliert Lucy ihren Arbeitsplatz und somit bekommt Carlos wieder mehr Zeit. Nachdem Orson sich nicht durchsetzen kann, dass Bree ihre Firma verkauft, bricht Orson in der Nachbarschaft ein und beginnt aus Frust abermals zu klauen, wird dabei jedoch erwischt. Edie erfährt von Daves Racheplänen an Mike und stellt ihn zu Rede. Als Dave versucht Edie zu erwürgen, flieht sie. Als sie im Auto den ebenfalls fliehenden Orson zu überfahren droht, weicht sie aus und fährt gegen einen Strommast. Beim Aussteigen erleidet Edie einen Stromschlag und fällt zu Boden. |           |                                    |                                                     |                      |                                        |                 |                           |
| 106 | 19        | Die letzte Ruhestätte              | Look Into Their Eyes and You See What They Know (2) | 19. Apr. 2009        | 12. Okt. 2009                          | Larry Shaw      | Matt Berry                |
| Edie stirbt im Beisein ihrer Nachbarn an einem Stromschlag. Einige Tage später beauftragt Dave ihre Freundinnen, Edies Asche zu ihrem Sohn Travers zu bringen. Auf der Fahrt zu Travers schwelgen Gabrielle, Susan, Bree, Lynette und Karen in Erinnerungen an Edie. Als sich zeigt, dass Travers der Tod seiner Mutter nicht mitzunehmen scheint, macht Karen ihm klar, dass Edie ihren Sohn stets geliebt hat. Zu Hause beschließen die Hausfrauen, Edies Asche überall auf ihren Grundstücken in der Whisteria Lane zu verstreuen, damit sie auf ewig in ihrer geliebten Straße sein kann. |           |                                    |                                                     |                      |                                        |                 |                           |
| 107 | 20        | Die Wendung                        | Rose’s Turn                                         | 26. Apr. 2009        | 19. Okt. 2009                          | David Warren    | Dave Flebotte             |
| Susan kümmert sich nach Edies Tod um Dave. Dort erzählt sie ihm, dass sie es war, die bei dem Unfall von Daves Familie am Steuer gesessen hat. Dave schwört nun Rache an MJ um Susan damit zu verletzen. Während Tom auf Lynette eifersüchtig ist, die mit Carlos in eine missliche Lage gebracht worden war, versucht Gabrielle zu verhindern, dass Tom eine Affäre mit einer Nachbarin anfängt. Bree bemerkt, dass Orson sie belügt und reicht die Scheidung ein. |           |                                    |                                                     |                      |                                        |                 |                           |
| 108 | 21        | Verhandlungssache                  | Bargaining                                          | 3. Mai 2009          | 26. Okt. 2009                          | David Grossman  | David Schladweiler        |
| Susan ist zunächst überglücklich, als der zurückgekehrte Jackson ihr einen Heiratsantrag macht. Als sich herausstellt, dass Jackson dies nur tut, um eine Aufenthaltsgenehmigung zu bekommen, wird Susan gekränkt und gedemütigt. Trotzdem willigt sie dem Pakt ein. Nachdem Juanita in ihrer Schule beschimpft wurde, will sie genauso aussehen wie ihre Mutter Gabrielle und sich schminken. Gabrielle zeigt ihr jedoch, dass die inneren Werte zählen. Bree sucht sich Karl Mayer als Scheidungsanwalt und ist bereit für ihre Scheidung über Leichen zu gehen. Tom offenbart sich vor Lynette, wie schwer es für ihn ist, das Leben als Hausmann zu führen. Katherine ist enttäuscht von Mike, der Heiratspläne zunächst ausschließt. |           |                                    |                                                     |                      |                                        |                 |                           |
| 109 | 22        | Ein kleines bisschen Hochzeit      | Marry Me a Little                                   | 10. Mai 2009         | 2. Nov. 2009                           | Larry Shaw      | Jason Ganzel              |
| Susans und Jacksons Hochzeitspläne machen Katherine überglücklich, die dadurch keine Gefahr mehr sieht, dass Mike sie für Susan verlassen könnte. Doch durch Dave wird Jackson noch vor der Trauung von der Einwanderungsbehörde festgenommen. Nachdem Gabrielle eine Freundin in einer Essensausgabeeinrichtung wiedertrifft, wird ihr klar, wie schmal der Grat zwischen Reichtum und Armut ist. Bree bricht zusammen mit Karl in ihrem Haus ein, um bei der Trennung von Orson ihre wichtigsten Sachen verschwinden zu lassen und sie in einem Lagerraum unterzubringen. Orson kommt dem Schwindel jedoch auf die Spur. Lynette versucht ihren Ehemann davon zu überzeugen, keine Schönheits-OP durchführen zu lassen. |           |                                    |                                                     |                      |                                        |                 |                           |
| 110 | 23        | Kein zurück                        | Everybody Says Don’t                                | 17. Mai 2009         | 9. Nov. 2009                           | Bethany Rooney  | John Pardee, Joey Murphy  |
| Dave fährt mit Susan und MJ auf einen Angelausflug, um seinen Racheplan zu vollenden. Katherine und Mike haben währenddessen vor, sich in Las Vegas ihr Ja-Wort zu geben. Gabrielle lässt sich von Carlos’ Tante überreden, ihre Nichte Ana aufzunehmen. Bree berichtet Orson, dass sie sich von ihm scheiden lassen will, doch Orson erpresst sie, sodass Bree ihr Vorhaben nicht weiter in die Tat umsetzten kann. Lynette hält nichts von Toms Idee, noch einmal aufs College zu gehen und manipuliert ihn, damit er die Aufnahmeprüfung nicht besteht. Als sie jedoch hört, dass Tom dies für seine Karriere macht, bekommt Lynette ein schlechtes Gewissen. |           |                                    |                                                     |                      |                                        |                 |                           |
| 111 | 24        | Showdown                           | If It’s Only in Your Head                           | 17. Mai 2009         | 16. Nov. 2009                          | David Grossman  | Jeffrey Richman           |
| Gabrielles Einstand mit ihrer Nichte Ana ist nicht der Beste. Karl sorgt dafür, dass Orson Bree nicht weiterhin erpresst. Lynette bekommt vom Arzt die Diagnose, dass sie wieder mit Zwillingen schwanger ist. Die Rache von Dave an Susan und MJ gerät zum Showdown, doch schließlich ist es Dave, der es nicht übers Herz bringt MJ umzubringen. Am Ende der Episode heiratet Mike. Die Braut bleibt verschleiert. |           |                                    |                                                     |                      |                                        |                 |                           |

### Episodenbesonderheiten
| Nr. | Episode                                                                          | Besonderheit |
| --- | -------------------------------------------------------------------------------- | --- |
| 1   | Die Zeit vergeht (You’re Gonna Love Tomorrow)                                    | Erste Folge der fünften Staffel. Erste Folge nach einer fünfjährigen Serienpause. Daher spielt die Serie ab dieser Folge in der Zukunft, thematisiert wird die fortgeschrittene Jahreszahl allerdings nie. Dave Williams hat in dieser Folge seinen ersten Auftritt und ist Hauptteil des Staffelgeheimnisses. |
| 2   | Ein guter Nachbar (We’re So Happy You’re So Happy)                               | Parker Scavo wird ab dieser Folge aufgrund des Zeitsprung von Joshua Logan Moore verkörpert. |
| 3   | Tyrannen (Kids Ain’t Like Everybody Else)                                        | Penny Lynn Scavo wird ab dieser Folge von Kendall Applegate verkörpert. |
| 4   | Neid (Back In Business)                                                          | Stu Durber, Charakter aus Staffel 2, hat in dieser Folge einen Gastauftritt. |
| 5   | Ein Blick in den Spiegel (Mirror, Mirror)                                        | Flashbackepisode. |
| 6   | Die List der Frauen (There’s Always a Woman)                                     | Virginia Hildebrand, Roberta Simmons und Anne Schilling haben in dieser Folge ihren ersten Auftritt. |
| 7   | Begierde (What More Do I Need?)                                                  | |
| 8   | Stadt in Flammen (City on Fire)                                                  | Dritte Katastrophenfolge. Virginia Hildebrands letzter Auftritt. Dr. Samuel Heller stirbt in dieser Episode. |
| 9   | Me and My Town (Arme Seelen)                                                     | Andrews Lebensgefährte Dr. Alex Cominis hat in dieser Folge seinen ersten Auftritt. Da Gale Harold vor der Folge einen Motorradunfall hatte, wurde er aus dieser Folge raus geschrieben. |
| 10  | A Vision’s Just a Vision (Visionen)                                              | |
| 11  | Home is the Place (Ein schönes Zuhause)                                          | Bradley und Maria Scott haben in dieser Folge ihren ersten Auftritt. Lynettes Mutter Stella taucht in dieser Folge abermals auf. |
| 12  | Connect! Connect! (Ungehorsam)                                                   | |
| 13  | The Best Thing That Ever Could Have Happened (Der beste Handwerker aller Zeiten) | Jubiläumsfolge (100ste Folge). Flashbackepisode. Die verstorbenen Charaktere Mary Alice Young, Rex Van de Kamp und Martha Huber treten in Flashbacks auf. Außerdem ist Gabrielles Haushälterin Yao Lin in dieser Folge in einem Flashback und damit das letzte Mal in der Serie zu sehen.                      |
| 14  | Mama Spent Money When She Hade None (Das Geld der Anderen)                       | Principal Hobson ist in dieser Folge erstmals zu sehen. |
| 15  | In a World Where the Kings Are Employers (Die Lieben Arbeitgeber)                | |
| 16  | Crime Doesn’t Pay (Verbrechen lohnt sich nicht)                                  | Bradley Scott wird in dieser Folge von seiner Ehefrau Maria ermordet. Im Staffelfinale taucht er allerdings noch einmal als Geist auf. |
| 17  | The Story of Lucy and Jessie (Die Geschichte von Lucy und Jessie)                | |
| 18  | A Spark. To Pierce the Dark. (Ein ganz einfacher Plan)                           | Der Langzeitcharakter Edie Williams hat in dieser Folge ihren letzten Auftritt als lebende Person, ab der nächsten Folge stirbt sie. Karl Mayer hat in dieser Folge einen Gastauftritt. |
| 19  | Look Into Their Eyes and You See What They Know (Die letzte Ruhestätte)          | Edie Britt verstirbt in dieser Episode. Daher kommentiert sie diese Folge wie Mary Alice sonst. Die gesamte Episode ist zum Gedenken von Edie ausgerichtet. |
| 20  | Roses Turn (Die Wendung)                                                         | |
| 21  | Bargaining (Verhandlungssache)                                                   | |
| 22  | Marry Me a Little (Ein kleines bisschen Hochzeit)                                | |
| 23  | Everybody Says Don’t (Kein zurück)                                               | Edie Britt taucht in dieser Folge als Halluzination auf und hat somit ihren letzten Auftritt in der Serie. Ebenso ist Jackson Braddock ein letztes Mal in der Serie zu sehen. |
| 24  | If It’s Only in Your Head (Showdown)                                             | Fünftes Staffelfinale. Erster Auftritt von Ana Solis. Letzter Auftritt von Dave Williams. |

### Staffelgeheimnis: Dave Williams Rache
Das große Geheimnis der fünften Staffel von Desperate Housewives beinhaltet das mysteriöse Auftauchen von Dave Williams in der Whisteria Lane und seinen Plan sich zu dort an gewissen Personen zu rächen. Die Auflösung des Geheimnisses kann man im Hauptartikel vorfinden.
Hier ist aufgelistet, welche Fakten über das Geheimnis in der Staffel gelüftet worden sind.
| Folge | Entdeckung |
| ----- | --- |
| 1     | Susan und Mike haben einen Autounfall, bei dem Lila und Paige Dash sterben. |
| 1     | Dave will unbedingt Edies altes Haus aufkaufen. |
| 1     | Dave hat in den fünf Jahren Edie geheiratet. |
| 1     | Dave Williams wird psychologisch betreut. |
| 1     | Dave will sich an einer Person rächen, die in der Nachbarschaft wohnt. |
| 2     | Dave ist unberechenbar und intrigant. |
| 4     | Dave will unbedingt Mike in seiner Garagenband dabei haben. |
| 5     | Dave hat Wutausbrüche, die er mit Tabletten stillt. |
| 7     | Einmal im Monat wird Dave telefonisch von einem Psychiater betreut, der psychisch Erkrankte behandelt. |
| 7     | Samuel Heller ist schockiert, als er erfährt, dass Dave in Fairview lebt. |
| 8     | Dave Williams hat seinen Namen ändern lassen. |
| 8     | Samuel Heller beunruhigt, dass Dave mit Mike Delfino in einer Band spielt. |
| 8     | Dave ermordet Dr. Samuel Heller aus Angst, dass er seinen Plan nicht vollenden kann. |
| 8     | Es ist nun bekannt, dass Dave an Mike Delfino Rache ausüben will. |
| 10    | Paige und Lila Dash, die bei dem Autounfall mit Susan und Mike verstorben sind, waren Daves Familie. |
| 10    | Dave halluziniert und sieht seine Familie vor sich. |
| 11    | Dave hat seinen Namen umändern lassen. |
| 11    | Dave ist tablettensüchtig. |
| 12    | Dave wurde nach einem Nervenzusammenbruch in eine Psychiatrische Klinik eingewiesen. |
| 16    | Edie erfährt, dass Dave in Wahrheit „Dash“ mit Nachnamen heißt. |
| 18    | Dave hatte von Anfang an den Plan, nicht Mike direkt etwas anzutun, sondern seinen Angehörigen, um Mike den gleichen Schmerz zu bereiten, den er auch hatte. |
| 20    | Nicht Mike, sondern Susan saß an jenem Steuer des Autos, das einen Zusammenprall mit Lila und Paige Dash hatte, woraufhin sie gestorben sind. Daher schwört Dave Rache an MJ. |
| 24    | Auflösung: Zwei Jahre nach dem Zeitsprung verursachte Susan einen Autounfall, bei dem Mike verletzt wurde und Dave Williams’ (damals Dash) Frau Lila sowie seine fünfjährige Tochter Page starben. Dave bekam daraufhin psychische Probleme und begab sich eine Zeitlang in psychotherapeutische Behandlung. Drei Jahre nach dem Unfall zieht er mit Edie, die er in der Zwischenzeit geheiratet hatte, in die Wisteria Lane ein, um sich an Mike zu rächen. Dave dachte, dass Mike für den Unfall verantwortlich ist, da dieser für den Unfall angeklagt, jedoch nicht verurteilt wurde. Nachdem er seinen Psychiater ermordet, damit dieser sein Geheimnis nicht verrät, und seine Versuche, Mike zu töten, fehlschlagen, findet er heraus, dass in Wirklichkeit Susan den Unfall verursacht hatte, und plant nun, Mike und Susans Sohn MJ zu töten. Aufgrund der Nachricht an Mike, in der er versucht, seine geplante Tat zu erklären, erkennt dieser Daves Motive und versucht den Mord zu verhindern. Letztendlich verschont Dave MJ wegen seines schlechten Gewissens und wird anschließend in eine Nervenheilanstalt eingeliefert. |

### Flashbacks in der Serie
In der Staffel treten häufig Erinnerungen an früher in Erscheinungen. Neben den erwähnten Flashback-Episoden im Hauptartikel, wo die ganze Folge auf diese Flashbacks basiert, sind hier alle Flashbacks der vierten Staffel aufgelistet, an die sich die Rollen erinnern. In Flashbacks treten meist auch tote Charaktere als Gastrolle auf.
| Folge | Person             | Erinnerung | Gastrolle                                                          |
| ----- | ------------------ | --- | ------------------------------------------------------------------ |
| 1     | Bree Van de Kamp   | Bree erinnert sich daran, wie Danielle ihren Sohn Benjamin von Bree weggenommen hat, da sie nun mit einem Anwalt zusammen ist und sie ihren leiblichen Sohn für sich haben will. Bree ist daraufhin am Boden zerstört. | Danielle Van de Kamp Benjamin Katz                                 |
| 1     | Susan Delfino      | Susan erinnert sich daran, welche Schuldgefühle sie unmittelbar nach dem Unfall mit Lila Dash hatte und wie sie sich daraufhin mit Mike gestritten hat. |                                                                    |
| 5     | Gabrielle Solis    | Nachdem Gabrielle die Vorahnung hat, ein drittes Mal schwanger zu sein, erinnert sich Gabrielle daran, wie sie von ihrem Arzt gesagt bekommen hat, dass sie zuerst mit Juanita und ein Jahr später mit Celia schwanger wurde. |                                                                    |
| 5     | Susan Delfino      | Nachdem Jackson Susan gefragt hat, ob er bei ihr einziehen kann, erinnert sich Susan an die erste Begegnung zwischen ihr und Jackson sowie ihre Scheidung mit Mike, die dazu führte, dass Jackson und Susan sich erstmals näher gekommen sind. |                                                                    |
| 5     | Lynette Scavo      | Nachdem Lynette mit ihrer Tochter Penny über den Tod geredet hat, erinnert sich Lynette daran, wie Tom bei einer Reparatur in seiner Pizzeria einen Stromschlag bekommen hat und beinahe gestorben wäre. |                                                                    |
| 5     | Bree Hodge         | Nachdem Orson Bree darum gebeten hat, ihren Freundinnen davon zu erzählen, dass er in Brees Geschäft mitwirken wird, erinnert Bree sich daran, wie sie, nachdem Orson ins Gefängnis gegangen ist, mit dem Alkohol rückfällig geworden ist. Katherine war es, die ihr geholfen hat, die Sucht zu bekämpfen. |                                                                    |
| 5     | Dave Williams      | Dave erinnert sich daran, wie er am gleichen Tag in Karens Haus eingebrochen ist und bewusst ihre Sachen umgeräumt hat, um gegen Karen zu intrigieren. |                                                                    |
| 12    | Dave Williams      | Dave erinnert sich daran, wie er im Krankenhaus von dem Tod seiner Frau und seiner Tochter erfahren hat. Daraufhin erlitt er einen Nervenzusammenbruch und wurde in eine Psychiatrie eingewiesen. Nach seiner Entlassung lernt er auf einer Veranstaltung Edie Britt kennen und heiratet sie kurzerhand. Dann erfährt er, dass seine neue Frau in jener Straße gewohnt hat, in der der vermeintliche Unfallverursacher wohnt. |                                                                    |
| 13    | Gabrielle Solis    | Nach dem Tod von Elie erinnert sich Gabrielle daran, wie Elie ihr geholfen hat den guten Kontakt zu ihren jetzigen besten Freundinnen zu ermöglichen, nachdem Gabrielle noch reich mit Carlos in die Whisteria Lane gezogen ist und erstmals als ehemaliges Model sehr überheblich ihren neuen Nachbarn gegenüber auftrat. | Yao Lin Mary Alice Young (†S01)                                    |
| 13    | Bree Hodge         | Bree erinnert sich nach dem Tod von Elie daran, wie sie schon vor einigen Jahren den Wunsch geäußert hat, ein eigenes Kochbuch zu schreiben, ihr Mann Rex jedoch dies für Unsinn hielt. Nach Rex’ Tod in Staffel 2 erinnert Elie sie an ihre Kochkarriereambitionen, die sie 3 Jahre später dank Elie in die Tat umgesetzt hat. | Rex Van de Kamp (†S01)                                             |
| 13    | Edie Williams      | Edie erinnert sich nach dem Tod von Elie daran, wie Elie sie aufmunterte, als Edie vor Staffel 1 mit Umberto zusammen war, der sich vor ihr als schwul geoutet hat. Daraufhin hatte Edie mit Eli Sex. |                                                                    |
| 13    | Lynette Scavo      | Als Penny Lynette nach Elies Tod darauf anspricht ihr bei ihren Hausaufgaben zu helfen, erinnert sich Lynette daran, wie sie mit Penny schwanger wurde und trotzdem weiterhin in ihrer Karriere fußfassen wollte. Als Lynette jedoch aus lauter Überforderung Penny in ihrem Wagen vergisst und Elie sie darüber in Kenntnis setzt, bringt er Lynette zur Erkenntnis, dass nichts so viel wert ist, wie die Familie. Daraufhin kündigte Lynette ihren Job. |                                                                    |
| 13    | Susan Delfino      | Nachdem Elie auf Susans Dach verstorben war, erinnert sich Susan daran, wie Elie immer für sie da war, als sie sich von Karl, Mike und Jackson getrennt hat. Schließlich erinnert sie sich daran, wie sie Elie seinen letzten Auftrag ihr Dach zu reparieren, hat ausführen lassen, ehe er auf ihrem Dach durch einen Herzinfarkt verstarb. |                                                                    |
| 13    | Mary Alice Young † | Mary Alice, die tote Erzählerin der Serie, erinnert sich zum Schluss abermals an Elie, wie sie sein Leben drastisch verändert hat. Als Mary Alice erstmals auf Elie trifft und sieht, dass dieser vollkommen verarmt ist, hilft sie ihm und macht Werbung für seine Dienstleistungen. Nachdem Mary Alice zu Serienbeginn einen Erpressungsbrief von Martha Huber erhält, trifft Elie sie in ihrem Haus an, merkt, dass etwas mit ihr nicht stimmt, unternimmt jedoch nichts. Als Elie genauso wie die anderen Bewohner von Mary Alices Selbstmord erfährt, ist er geschockt und todesunglücklich. Daraufhin hat er beschlossen, fortan für jeden Menschen, der Hilfe braucht, bis an sein Lebensende dazu sein. | Mary Alice Young (†S01) Martha Huber (†S01) Rex Van de Kamp (†S01) |
| 19    | Susan Delfino      | Während die Hausfrauen nach Edies Tod an Edie gedenken, denkt Susan an ihre erste Begegnung mit Edie. Als Edie neu in die Whisteria Lane eingezogen ist, haben sie sich anfangs gemocht, als Susan jedoch von Edies Affäre mit einem Nachbarn erfahren hat, wurde die Freundschaft schnell beendet. |                                                                    |
| 19    | Lynette Scavo      | Während die Hausfrauen über Edie reden, denkt Lynette an ihre Krebszeit. Obwohl alle Hausfrauen Lynette in ihrer schweren Zeit ausnahmslos gepflegt haben, hat Edie sie so behandelt, als sei Lynette gesund und hat ihr somit am meisten geholfen. |                                                                    |
| 19    | Bree Hodge         | Bree erzählt ihren Freundinnen, wie sie Edie getroffen hat, als sie für fünf Jahre die Whisteria Lane verlassen hat. Dort hat sie stets Orson im Gefängnis besucht und hat Bree die Augen geöffnet, Orson öfters zu besuchen. |                                                                    |
| 19    | Gabrielle Solis    | Gabrielle gedenkt an Edie, als sie nach Gabrielles Trennung von Carlos zusammen ausgegangen sind. An jeden Abend wurde Edie bewusst, wie vergänglich die Jugend ist und wie schnell sie älter geworden ist. Aufgrund dieser Unterhaltung bemerkt Gabrielle, dass Edie schon immer wusste, dass sie niemals Alt werden sollte. |                                                                    |
| 19    | Karen McCluskey    | Als Edies Sohn Travers sich beschwert, dass Edie sich nicht um ihn gekümmert hat, erzählt Karen von einem Gespräch mit Edie, wo Edie bedauerte, dass sie nicht so viel Kontakt zu ihren Sohn hat und das Sorgerecht abgegeben hat, damit es ihm besser geht. |                                                                    |
| 24    | Dave Williams      | Während Dave Susan und MJ entführt, denkt er daran, wie er seine Frau und seine Tochter ein letztes Mal gesehen hat, bevor sie einen Unfall hatten, bei dem sie gestorben sind. Am Ende der Folge, in der Nervenheilanstalt, malt sich Dave die selbige Szene so aus, sodass er seine Familie daran hindert, an jenem Abend mit dem Auto zu fahren. |                                                                    |

### Todesfälle der Staffel
| Folge | Person            | Art des Todes | Handlung |
| ----- | ----------------- | ------------- | --- |
| 1     | Lila Dash         | Autounfall    | Bei einem Zusammenprall zwischen Lila Dashs und Susan Delfinos Auto sterben Lila und ihre Tochter Paige. |
| 1     | Paige Dash        | Autounfall    | Bei einem Zusammenprall zwischen Lila Dashs und Susan Delfinos Auto sterben Lila und ihre Tochter Paige. |
| 8     | Dr. Samuel Heller | Erwürgt       | Nachdem Daves Psychologe Dr. Samuel Heller davon erfahren hat, dass Dave in Fairview ist und ihm nachreist, bemerkt er, dass er mit Mike Delfino in Kontakt getreten ist. Damit Dr. Heller ihn nicht verrät, erwürgt Dave ihn und steckt daraufhin den Club in Brand, um den Mord an seinem Psychologen zu vertuschen. |
| 13    | Elie Scruggs      | Herzinfarkt   | Kurz bevor Elie in Rente gehen wollte, erlangt Elie bei der Reparatur von Susan Delfinos Haus einen Herzinfarkt und stirbt noch an der Unglücksstelle. |
| 16    | Bradley Scott     | Messerstich   | Nachdem er seiner Ehefrau Maria gebeichtet hat, dass er eine andere Frau liebt, ersticht diese ihn. |
| 19    | Edie Williams     | Stromschlag   | Bei einem Zusammenprall von Edies Auto und einen Strommast, versucht sich Edie aus dem Auto zu befreien, tritt dabei jedoch in eine Pfütze. Edie erlangt einen Stromschlag und stirbt noch an der Unglücksstelle im Beisein ihrer Nachbarn.                                                                            |